# Драгољуб Мићуновић
Драгољуб Мићуновић (Мердаре код Куршумлије, 14. јул 1930) српски је филозоф и политичар. Мићуновић је бивши председник Скупштине Србије и Црне Горе, бивши народни посланик који је био неколико пута биран у савезној и републичкој скупштини и некадашњи председник Демократске странке и један је од 13 интелектуалаца који су обновили рад предратне Демократске странке.

## Биографија
Завршио је гимназију у Прокупљу 1950. године, а потом је уписао филозофију на београдском Филозофском факултету, где је дипломирао 1954. Као осамнаестогодишњак провео је годину дана и осам месеци у логору на Голом отоку, јер је као млад комуниста и члан Комунистичке партије Југославије био идеолошки приклоњен Совјетском Савезу и Јосифу Стаљину.
Мићуновић је једно време, по дипломирању, радио као професор филозофије и психологије у Крушевцу. Почетком 1960-их постаје асистент на београдском Филозофском факултету на катедри за филозофију.
Године 1968. био један од организатора студентских демонстрација у Београду, због чега је био хапшен, подржавајући циљ организатора студентских демонстрација за борбу против тзв. црвене буржоазије. Почетком 1975. године, заједно са још седам професора, удаљен са београдског Филозофског факултета због „политичке неподобности“ (враћен је у децембру 1989). Наредних неколико година провео је у Немачкој где се политички формира као демократа. У СФР Југославију се вратио 1983. године и у наредном периоду учествовао је у Одбору за одбрану слободе мисли и изражавања који је деловао на простору бивше Социјалистичке Федеративне Републике Југославије. Један од оснивача Института за филозофију и друштвену теорију Универзитета у Београду.
Године 1989. учествовао у обнављању рада Демократске странке, а фебруара 1990. године изабран за председника ДС. Децембра исте године, на првим вишестраначким изборима, изабран је за посланика у Скупштини Србије. Две године касније, 1992, постаје посланик и у Већу република Скупштине СР Југославије.
Године 1994. смењен са места председника Демократске странке. Тако је дошло (1996) до формирања нове странке под називом Демократски центар, и Мићуновић постаје лидер те странке. Исте године, у новембру, постаје посланик на листи опозиционе коалиције „Заједно“ у Већу грађана Скупштине СР Југославије.
Крајем 1999. Мићуновић је био један од иницијатора уједињења српских опозиционих странака у један блок. То ће, у јануару 2000. године, довести до стварања ДОС-а (Демократска опозиција Србије). Када је ДОС у октобру 2000. дошао на власт, Мићуновић постаје председник Већа грађана Скупштине СР Југославије. А фебруара 2003. године, након укидања Савезне Републике Југославије, изабран је за председника Скупштине Србије и Црне Горе.
Новембра 2003. био је председнички кандидат ДОС-а на неуспелим изборима за председника Србије, где је у првом кругу добио мање гласова од кандидата Српске радикалне странке Томислава Николића. Децембра исте године, на ванредним изборима за Скупштину Србије, изабран је за посланика у српском парламенту. Почетком 2004. постаје посланик и у Скупштини Србије и Црне Горе.
Поново је изабран за посланика у српском парламенту на ванредним изборима у јануару 2007. затим у мају 2008, мају 2012. и априлу 2016. године.
Тренутно је почасни председник Демократске странке.

## Одликовања
- Орден италијанске звезде солидарности, Велики официр (Италија).[4]
- Орден легије части, Официр (Француска).[5]